# Paulo Silas
Paulo Silas do Prado Pereira (Campinas, 1965. augusztus 27. –) brazil válogatott labdarúgó. Jelenleg klub nélküli vezetőedző.
A brazil válogatott tagjaként részt vett az 1986-os világbajnokságon és as 1990-es világbajnokságon.

## Pályafutása
Silas az 1980-as évek elején a São Paulónál kezdte pályafutását és kitartó munkájának eredményeképpen hamar az élvonal egyik legtehetségesebb játékosává nőtte ki magát, így bekerült az U20-as válogatottba, akikkel megnyerte az 1985-ben a Szovjetunióban megrendezett világbajnokságot, ahol a torna legjobb játékosává választották.
A felnőtt csapatban 1986. március 16-án bizonyíthatott először Budapesten. A mérkőzésen nem sikerült a legjobbat nyújtania , ennek ellenére Telê Santana nevezte az 1986-os világbajnokságra, ahol a negyeddöntőig menetelt Brazíliával.
Az 1987-es Copa Americán Venezuela ellen lépett pályára.
1988-ban a portugál Sportinghoz igazolt.
A hazai rendezésű 1989-es Copa America hozta el számára az első válogatott sikerét, ugyanis Brazília a negyedik győzelmét abszolválta.
Az 1990-es világbajnoki selejtező sorozatban remek teljesítményt nyújtott, valamint első és egyetlen válogatott találatát is megszerezte 1989. augusztus 20-án Venezuela ellen. Három mérkőzésen játszott  az olaszországi világbajnokságon, azonban a legjobb 16 között búcsúzni kényszerült a Seleçao.

## Sikerei, díjai

### Játékosként

#### Klubcsapatban
- São Paulo
  - Paulista bajnok: 1985, 1987
  - Serie A bajnok: 1986
- Internacional
  - 1-szeres Copa do Brasil győztes: 1992
  - Gaúcho bajnok: 1992
- Vasco da Gama
  - Carioca bajnok: 1994
- San Lorenzo
  - Primera División bajnok: 1995
- Atlético Paranaense
  - Paranaense bajnok: 2000

#### Válogatottban
- Brazília
  - U20-as világbajnok: 1985
  - Copa América győztes: 1989

### Edzőként
- Avaí
  - Catarinense bajnok: 2009
- Grêmio
  - Gaúcho bajnok: 2010
- Al-Arabi
  - Jaszin sejk szuperkupa győztes: 2011
- Al-Gharafa
  - Emir kupa győztes: 2012
- Ceará
  - Copa do Nordeste győztes: 2015 (megbízott)

## Statisztika
| Brazil válogatott | Brazil válogatott | Brazil válogatott |
| Időszak           | Mérk.             | gól               |
| ----------------- | ----------------- | ----------------- |
| 1986              | 5                 | 0                 |
| 1987              | 5                 | 0                 |
| 1988              | 0                 | 0                 |
| 1989              | 16                | 1                 |
| 1990              | 6                 | 0                 |
| 1991              | 0                 | 0                 |
| 1992              | 2                 | 0                 |
| Összesen          | 34                | 1                 |